# Carlo Ciglieri
Carlo Ciglieri (Torino, 5 ottobre 1911 – Campo San Martino, 27 aprile 1969) è stato un generale italiano, dal 1966 al 1968 Comandante generale dell'Arma dei Carabinieri.

## Storia
Nasce a Torino il 5 ottobre del 1911, il 15 ottobre 1929 entra come allievo nell'Accademia Reale di Torino per poi essere nominato il 1º settembre 1931 Sottotenente in s.p.e. e venir assegnato al 1º Reggimento artiglieria da montagna.
In seguito viene trasferito al 16º Reggimento d'Artiglieria con il quale partecipa alla Guerra d'Etiopia per poi rivenire assegnato al reparto precedente al termine della guerra.
Nel 1937 viene ammesso all'Istituto Superiore di Guerra per poi essere promosso nel 1938 a Capitano.
Viene inviato nel Regno d'Albania per prendere parte all'occupazione e alla Campagna di Grecia.Nel 1940 viene promosso a Maggiore e trasferito allo Stato maggiore dell'Esercito italiano.
Nel 1943 viene promosso Tenente colonnello e inviato sul Fronte jugoslavo in Montenegro con la 1ª Divisione alpina "Taurinense", per poi passare alla Divisione "Garibaldi" fino al 1944, anno in cui rientra in Italia per ricoprire incarichi di Stato Maggiore prima nel 184º Reggimento artiglieria "Nembo" e poi nel 41º Reggimento artiglieria "Folgore".
Prende parte alla Guerra di liberazione italiana e il 31 luglio 1951 viene promosso a Colonnello, grado con il quale assume il comando del 2º Reggimento d'Artiglieria da Montagna per 2 anni, dopo i quali riassume incarichi di Stato Maggiore. 
Nel 1956 viene promosso a Generale di brigata e assume il comando della Brigata alpina "Orobica", alla quale rimane fino al 22 gennaio 1959 quando viene promosso Generale di divisione e trasferito allo Stato maggiore della difesa per impiegarlo all'Allied Joint Force Command Naples. 
Il 22 giugno 1963 viene promosso a Generale di corpo d'armata grado con il quale guida il 4º Corpo d'armata alpino durante il Disastro del Vajont, per il quale riceve la Cittadinanza onoraria di Longarone e per il quale i comuni di Longarone e Castellavazzo decidono di dedicargli una via, e durante la lotta al BAS altoatesino. Il 31 marzo 1964 accompagnato dal Ministro della difesa Giulio Andreotti in udienza dal Presidente della Repubblica Antonio Segni che gli concede l'onorificenza di Cavaliere di Gran Croce dell'Ordine al merito della Repubblica Italiana. Il 1º febbraio 1966 viene nominato Comandante generale dell'Arma dei Carabinieri, ruolo che mantiene fino al 25 febbraio 1968 quando viene trasferito al Ministero della difesa per ricoprire degli incarichi speciali e per poi essere nominato Comandante designato della 3ª Armata.

### Morte
Alle 12:30 del 27 aprile 1969, sulla Strada statale 47 della Valsugana, nei pressi di Curtarolo, perde il controllo della sua Alfa Romeo Giulia Super e, dopo aver impattato contro due platani, si ribalta, viene soccorso da degli automobilisti e trasportato al policlinico di Campo San Martino, ove moriva alle ore 15:30.
A seguito della morte è stato difficile identificarlo in quanto viaggiava in borghese e in quanto non vengono ritrovati i documenti d'identità, alimentando anche alcune ipotesi che lo vedevano vittima in realtà di un omicidio dovuto alle informazioni e ai documenti che aveva in possesso sullo scandalo dei servizi segreti deviati.